# Royal Academy of Music

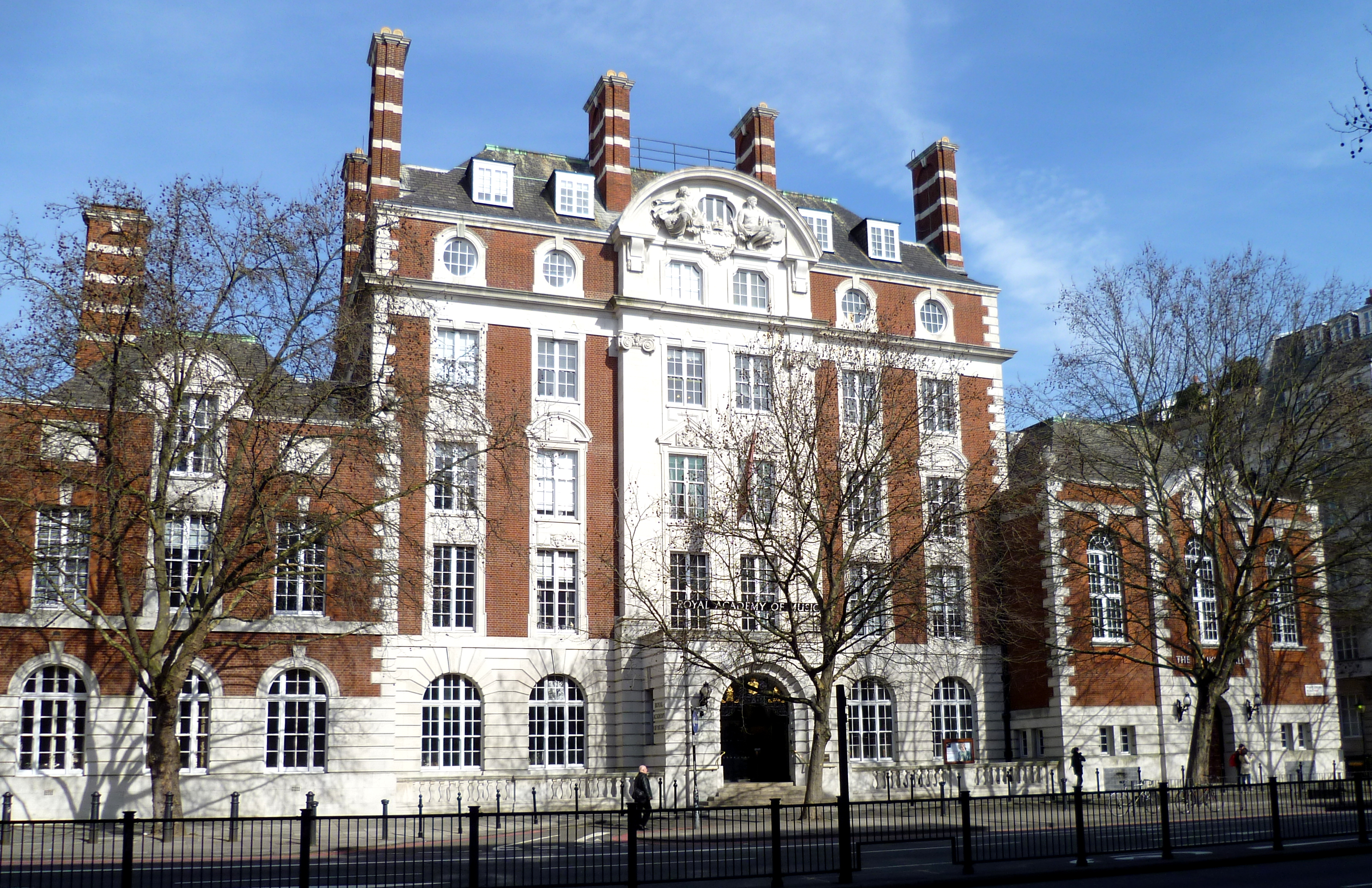
Royal Academy of Music, London

De Royal Academy of Music (niet te verwarren met het Royal College of Music) is een beroemd conservatorium in Londen, Engeland, dat onderdeel is van de Universiteit van Londen en waaraan vele internationaal bekende musici gestudeerd hebben.
De academie werd opgericht in 1822 door Lord Burghersh en kreeg in 1830 het predicaat "Koninklijk" van koning George IV. Het gebouw van de academie bevindt zich aan de rand van Regent's Park en beschikt over de Duke's Hall met 450 zitplaatsen en een modern theater. Het gebouw werd in 2001 uitgebreid met een recitalzaal met 150 zitplaatsen, en de York Gate Collections, een museum met muziekinstrumenten en andere aan muziek gerelateerde objecten. In 1999 werd de academie een college van de Universiteit van Londen.
Enkele oud-studenten van de academie:
- John Barbirolli, dirigent
- Arnold Bax, componist
- Myra Hess, pianist
- Elton John, popmuzikant
- Fábio Lima, muzikant
- Tracey McSween (artiestennaam Shèna), zangeres
- Ben Onono, zanger-producer
- Simon Preston, organist
- Simon Rattle, dirigent
- Arthur Sullivan, componist
- Henry Wood, dirigent